# 캐논 EOS-3

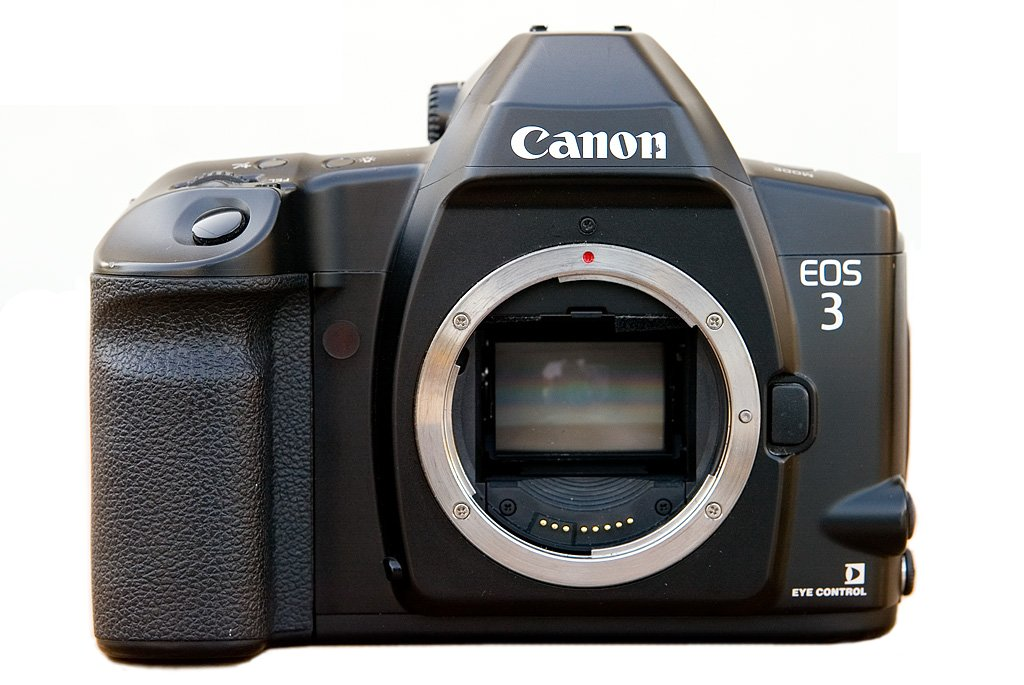
캐논 EOS-3

캐논 EOS-3(Canon EOS-3)은 일본의 사진기 제조 회사인 캐논이 만든 세미프로페셔널 35mm 필름 일안 반사식 카메라이다. 캐논 EOS-3는 1998년 11월 발매되었다.
2007년 현재 아직 캐논의 제품 라인업에 속해 있기는 하다.
캐논 EOS-3은 45-포인트 자동 초점 시스템을 새로이 장착하였다. 이 자동 초점 시스템은 나중에 가서 캐논 EOS-1v, 캐논 EOS-1D 등 캐논의 프로페셔널 SLR에 사용되게 되었다.